# SO210i
デジタル・ムーバ SO210i HYPER（デジタル・ムーバ エス オー にー いち ゼロ アイ）は、ソニー（現ソニーモバイルコミュニケーションズ）製のNTTドコモの第二世代携帯電話(mova)端末である。

## 概要
SO207以来3年ぶりとなる、ソニーの20Xシリーズ。この機種からソニーの端末も「DoCoMo Byシリーズ」から「デジタル・ムーバ」シリーズになった。
折りたたみ型としてはかなり軽い89gであった。予測変換にはPOBoxが採用され、メール検索機能も付いていた。着信メロディはSO503iと同じ24和音。

## 歴史
- 2001年3月1日　 テレコムエンジニアリングセンター(TELEC)による技術基準適合証明の工事設計認証（工事設計認証番号WAA0109）
- 2001年3月6日　 電気通信端末機器審査協会による技術基準適合認定の設計認証（設計認証番号A01-0164JP、J01-0058）
- 2001年10月3日　TELECによる技術基準適合証明の工事設計認証（工事設計認証番号01WAA1001）
- 2001年8月8日　 F503iSとともにドコモから発表
- 2001年8月14日　F503iSとともに発売
- 2012年3月31日　movaサービス終了により使用はこの日限りとなる。